# Den verklige Karl-Oskar
Den verklige Karl-Oskar är en svensk kortfilm från 2010. Den har visats på Sveriges Television.

## Handling
Under mitten av 1800-talet emigrerade Andrew Peterson till USA, bosatte sig där och bildade familj. Under de nästkommande 50 åren kom han att skriva dagbok. Efter hans död fann Vilhelm Moberg dagböckerna.

## Medverkande
- Sven-Åke Gustavsson - Andrew Petersons röst
- Ulla Wennblom - berättarröst

### Fotnoter
1. 1 2  ”Den verklige Karl-Oskar”. Svensk Filmdatabas. http://sfi.se/sv/svensk-filmdatabas/Item/?itemid=73348&type=MOVIE&iv=Basic. Läst 5 augusti 2012.